# Tysk-katolicismen
Tysk-katolicismen var et rationalistisk trossamfund, som i 1845 udtrådte af den  romerskkatolske kirke.
Den tysk-katolske bevægelse havde forbindelse med 1840'ernes frihedsbevægelser på det politiske og teologiske område. Inden for den romerskkatolske kirke gik strømmen generelt i ultramontanistisk retning. Men modsatrettede tendenser sås også. Særligt gjorde Johannes Ronge sig bemærket. På et møde i Leipzig 1845 søgte man at forene alle elementer i en tysk-katolske kirke. Forskellige standpunkter blev gjort gældende. Nogle opponerede kun mod de pavelige magtbestræbelser, andre, som Ronge selv, indtog et avanceret teologisk og religiøst standpunkt. 
De følgende år fejrede Ronge, som var en lidelsesfuld agitator, store triumfer. Tysk-katolske menigheder dannedes, og deres medlemstal i 1846 var omkring 60.000. Liberale universitetsmænd og politikere intresserede sig for bevægelsen og opmuntrede den. Den preussiske regering blandt andre stillede sig tolerant til en begyndelse, men skarpe angreb kom fra de bayriske og østrigske regeringer. Mest skæbnesvanger var dog splittelsen inden for egne rækker og den ringe religiøse intensitet. Allerede 1847 begyndte tysk-katolicismen at gå tilbage, og denne tilbagegang standsedes ikke af de lettelser i ydre henseende, som blev en følge af revolutionsåret 1848. Ultramontanismen gik sejrrigt frem. Ved Ronges død 1887 var der ikke meget tilbage af den tysk-katolske kirke. Fra 1859 forenede man sig næsten overalt med de rationalistiske frimenigheder, som opstod gennem adskillelse fra den evangeliske kirke.